# Matthew Deane, 4. Baronet
Sir Matthew Deane, 4. Baronet (* 1706; † 10. Juni 1751) war ein irischer Politiker.

## Leben
Matthew Deane war der älteste Sohn von Sir Matthew Deane, 3. Baronet, aus dessen Ehe mit Jane Sharpe. Bei dessen Tod erbte er 1747 dessen Adelstitel Baronet, of Muskerry in the County of Cork.
Deane gehörte von 1739 bis zu seinem Tod als Abgeordneter für Cork dem Irish House of Commons an.
Er war mit Salisbury Davis († 1755) verheiratet. Aus der Ehe gingen drei Töchter hervor. Da Deane keinen männlichen Nachkommen hatte, fiel seine Baronetcy bei seinem Tod, 1751, an seinen jüngeren Bruder Robert.